# Bill Bayno
Bill Bayno (Goshen, 18 maggio 1962) è un allenatore di pallacanestro statunitense.